# Alvenslebensche Konvention
Die Alvenslebensche Konvention, orthografisch korrekt Alvensleben’sche Konvention, war eine formelle Militärkonvention zwischen dem Russischen Reich und dem Königreich Preußen zur gegenseitigen Unterstützung zur Niederschlagung des polnischen Aufstands von 1863.
Sie wurde am 8. Februar 1863 durch den – auf Weisung des preußischen Königs Wilhelm I. und des preußischen Ministerpräsidenten Otto von Bismarck handelnden – preußischen Generaladjutanten Gustav von Alvensleben und den russischen Vizekanzler Alexander Michailowitsch Gortschakow in Sankt Petersburg geschlossen.
Die Alvenslebensche Konvention richtete sich in der Hauptsache gegen die Aufstandsbewegung des Jahres 1863 in Polen (siehe Januaraufstand) und besagte im Kern, dass gegenseitig das Territorium anerkannt und dessen Erhalt garantiert wurde, preußischen und russischen Truppen jedoch bei der Verfolgung Aufständischer der Grenzübertritt auf das Territorium des jeweiligen Nachbarstaates erlaubt sei. Zwar wurde die Alvenslebensche Konvention auf britischen und vor allem französischen Druck hin bald wieder gekündigt, sie bewirkte als Nebeneffekt jedoch eine Festigung der preußisch-russischen Freundschaft, die sich unter anderem in der neutralen Haltung Russlands gegenüber Preußen im Deutschen Krieg 1866 sowie im Deutsch-Französischen Krieg 1870/1871 manifestierte.
Diese Konvention stellte für Bismarck den ersten außenpolitischen Erfolg dar. Er konnte so von den innenpolitischen Querelen (Lückentheorie) ablenken. Zudem sicherte er sich mit diesem Schritt die Neutralität Russlands für das nationale Einheitsstreben. Bereits damals zeichnete sich Bismarcks Fokussierung auf die Außenpolitik und die besondere bismarcksche Bündnispolitik ab.